# Saté kambing

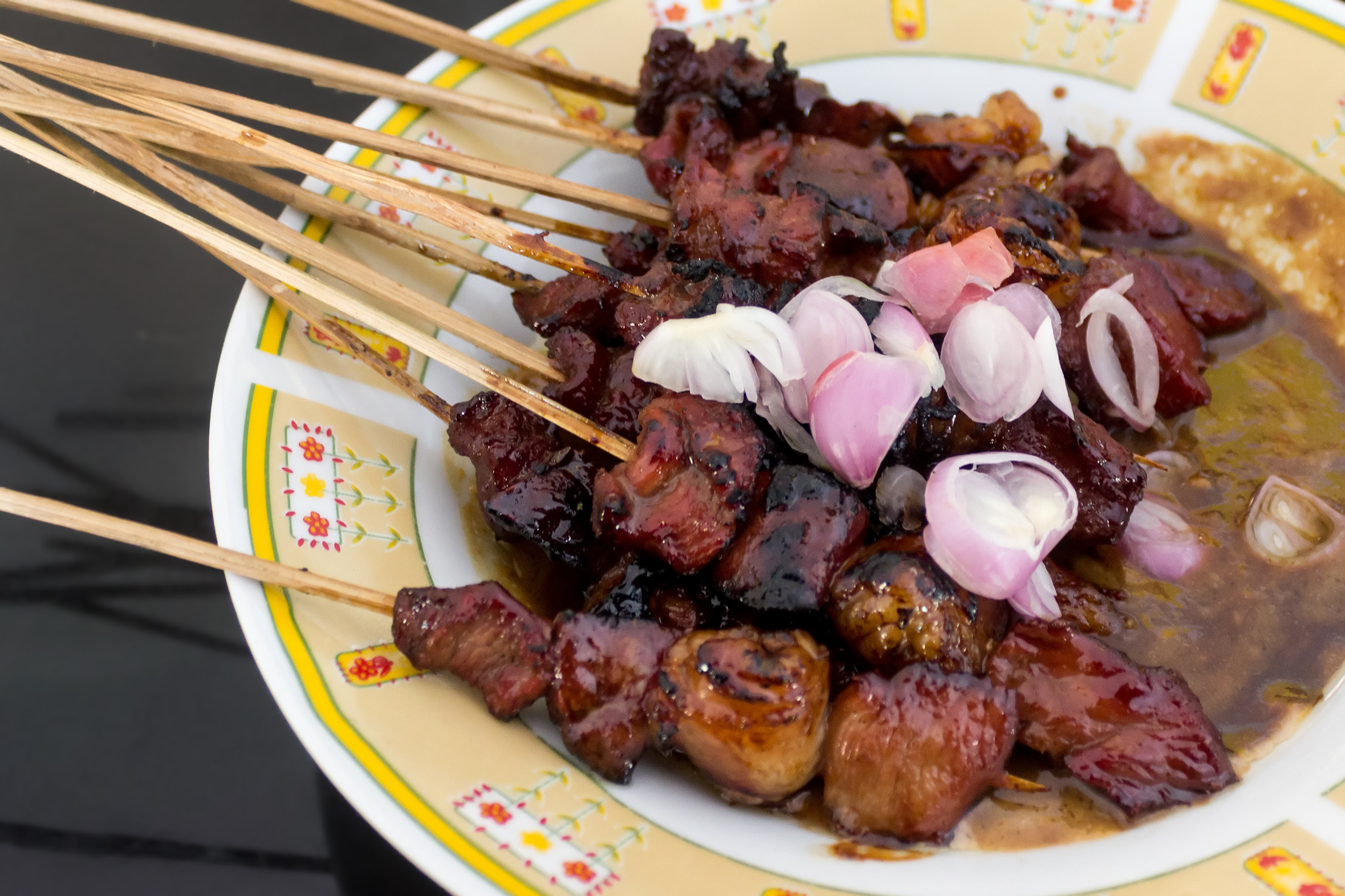
Saté kambing op Java

Saté kambing is een Javaans satégerecht met geitenlamsvlees (kambing is Indonesisch voor geit).
Het vlees voor de saté kambing wordt, in tegenstelling tot andere satégerechten, niet van tevoren gemarineerd of gekookt. Het rauwe vlees wordt direct geroosterd, waarna het wordt geserveerd met witte rijst en een zoete ketjapsaus (ketjap manis).